# Roberto Belangero
Roberto Belangero, född 28 juni 1928 i São Paulo, död 30 oktober 1996 i São Paulo, var en brasiliansk fotbollsspelare.
Belangero sågs som en av de bästa defensiva mittfältarna i Corinthians. Belangero missade VM 1958 på grund av en skada.